# Melampsora coleosporioides
Melampsora coleosporioides är en svampart som beskrevs av Dietel 1903. Melampsora coleosporioides ingår i släktet Melampsora och familjen Melampsoraceae.   Inga underarter finns listade i Catalogue of Life.